# Viña Panduwinata
Viña Dewi Sastaviyana Panduwinata (nacida en Bogor, Java Occidental, el 6 de agosto de 1959), conocida como Viña Panduwinata, es una cantante indonesia, denominada como la diva de la música pop. Su canción más conocida es la gaviota que también fue interpretada por el famoso Bird. Actualmente Viña está casada con Boy Haryanto Joedo Soembono, que contrajo nupcias el 26 de noviembre de 1989. Este matrimonio fue bendecido por un hijo que ella actualmente lo llama Harvianto Joedo Kartiko (Vito).

## Discografía

### Álbumes
- Citra Biru - 1980
- Citra Pesona - 1982
- Citra Ceria - 1984
- Cinta - 1986
- Cium Pipiku - 1987
- Bahasa Cinta - 1987 - (Duet dengan Broery Pesulima)
- Surat Cinta - 1988
- Nurlela - 1989 : bersama RUMPIES
- WOW - 1989
- Rasa Sayang Itu Ada - 1991
- Aku Makin Cinta - 1996 : bersama Lydia Nursaid & Mus Mujiono
- Vina 2000 - 2000
- Bawa Daku - 2001
- Vina for Children - 2002
- Vina Terbaik 1980-2006 - 2006

### Síngles del festival
- Bisikan Malam (Festival Lagu Populer Indonesia 1982)
- Suara Hati Yang Damai (Lomba Cipta Lagu Remaja Prambors 1982)
- Sapa Pertiwi (Lomba Cipta Lagu Remaja Prambors 1982)
- Salamku Untuknya (Festival Lagu Populer Indonesia 1983)
- Alam Asa (Festival Lagu Asean 1983)
- Aku Melangkah Lagi (Festival Lagu Populer Indonesia 1984)
- Tuhan Ternyata Ada (Festival Lagu Populer Indonesia 1984)
- Burung Camar (Festival Lagu Populer Indonesia 1985)
- Satu Dalam Nada Cinta (Festival Lagu Populer Indonesia 1985)
- Lukisan Negeriku (Festival Lagu Pembangunan 1987)
- Begitulah Cinta - Duet Harvey Malaihollo (Festival Lagu Populer Indonesia 1988)
- Dilema (Festival Lagu Populer Indonesia 1988)